# Río Wuhle

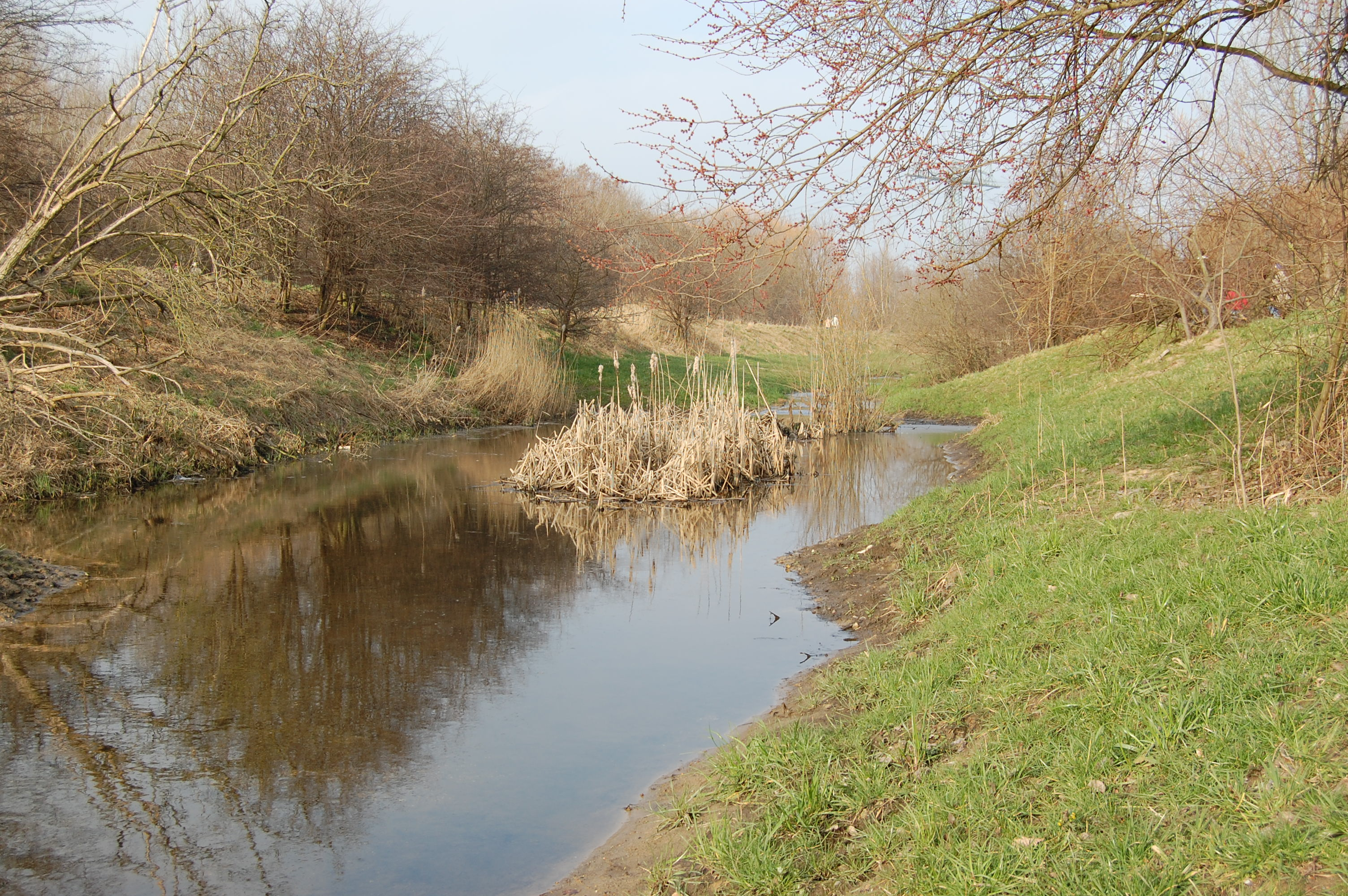
Río Wuhle

El Wuhle es un pequeño río en Brandeburgo y Berlín. Al igual que el río Panke, es un afluente derecho del río Spree. Se eleva sobre la morrena de Barnim, en Ahrensfelde, cerca de los límites de la ciudad de Berlín. Su curso sigue en gran parte hasta el antiguo glaciar Rinne.
El Wuhle tiene una longitud de aproximadamente 16.5 kilómetros, de los cuales 15.2 recorren la ciudad de Berlín. Su cuenca es de aproximadamente 101 km², de los cuales 56.8 km² están dentro de los límites de la ciudad de Berlín.